# جين وتن
جين وتن (بالإنجليزية: Gene Wooten)‏ هو عازف قيثارة أمريكي، ولد في 5 يونيو 1953، وتوفي في 7 نوفمبر 2001.

## وصلات خارجية
- جين وتن على موقع ميوزك برينز (الإنجليزية)
- جين وتن على موقع ديسكوغز (الإنجليزية)